# 하이네-칸토어 정리
해석학에서 하이네-칸토어 정리(Heine-Cantor定理, 영어: Heine–Cantor theorem)는 두 균등 공간 사이의 함수에 대하여, 만약 정의역이 콤팩트 공간이라면 연속 함수의 개념과 균등 연속 함수의 개념이 일치한다는 정리다.

## 정의
콤팩트 균등 공간 {\displaystyle (X,{\mathcal {E}}_{X})}와 균등 공간 {\displaystyle (Y,{\mathcal {E}}_{Y})} 사이의 함수 {\displaystyle f\colon X\to Y}가 주어졌다고 하자. 하이네-칸토어 정리에 따르면, {\displaystyle f}가 연속 함수인 것과 균등 연속 함수인 것은 동치이다.:198, Theorem 6.31

## 예
균등 공간에 대하여, 콤팩트 공간인 것은 완전 유계 공간이자 완비 균등 공간인 것과 동치이다 (하이네-보렐 정리). 만약 정의역이 완전 유계 공간이 아니거나 완비 균등 공간이 아니라면 하이네-칸토어 정리는 일반적으로 성립하지 않는다.
- 탄젠트 함수 {\displaystyle \tan \colon (-\pi /2,\pi /2)\to \mathbb {R} }는 정의역이 완전 유계 공간이며 연속 함수이지만 균등 연속 함수가 아니다.
- 지수 함수 {\displaystyle \exp \colon \mathbb {R} \to \mathbb {R} }는 정의역이 완비 거리 공간이며 연속 함수이지만 균등 연속 함수가 아니다.

## 역사
게오르크 칸토어의 집합론 및 실수의 구성을 바탕으로, 독일의 수학자 에두아르트 하이네가 정의역이 폐구간이고 공역이 실직선인 경우의 하이네-칸토어 정리를 1872년에 증명하였다.:188, Lehrsatz B.3.6 이 논문에서 하이네는 다음과 같이 적었다.
| “ | 할레의 칸토어 씨에게 특별한 감사를 드리고자 한다. 그의 업적은 나의 이 논문의 얼개에 큰 영향을 미쳤다. […] Zu besonderem Danke bin ich dem Herrn Cantor in Halle für seine mündlichen Mittheilungen verpflichtet, welche einen bedeutenden Einfluss auf die Gestaltung meiner Arbeiten ausübten […]. | ” |
|   | — :173 |   |

## 참고 문헌
1. ↑  Kelley, John L. (1975). 《General topology》. Graduate Texts in Mathematics (영어) 27 2판. Springer. ISBN 0-387-90125-6. ISSN 0072-5285. Zbl 0306.54002.
2. 1 2  Heine, Eduard (1872). “Die Elemente der Functionenlehre”. 《Journal für die reine und angewandte Mathematik》 (독일어) 74: 172–188. doi:10.1515/crll.1872.74.172. ISSN 0075-4102.

- Cadenas Aldana, Reinaldo Antonio. “Continuidad y teorema de Heine-Cantor” (PDF). 《Divulgaciones Matemáticas》 (스페인어) 15 (1): 71–76. ISSN 1315-2068. Zbl 1147.26301.